# Siegfried Wunderlin
Siegfried Wunderlin (* 22. Januar 1858 in Mumpf; † 20. Oktober 1931 ebenda) war ein Schweizer Theaterautor.

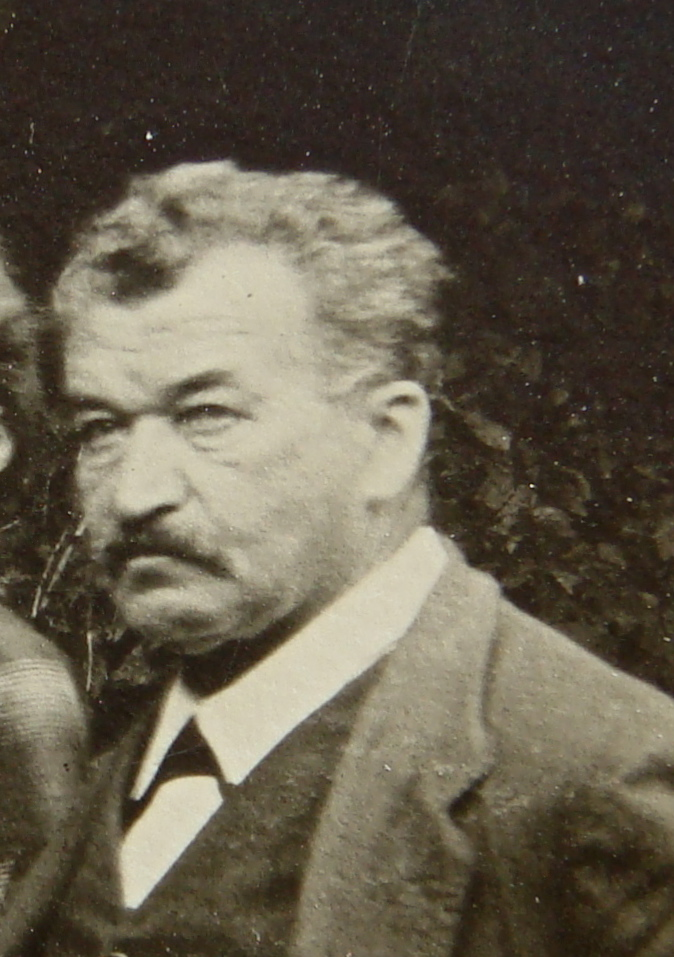
Siegfried Wunderlin, Theaterautor, aufgenommen 1921

## Biografie
Wunderlin wuchs im aargauischen Mumpf (CH) auf. Er liess sich von 1874 bis 1878 am Lehrerseminar Wettingen zum Gemeindeschullehrer ausbilden. In Rupperswil, Niederlenz und Mumpf war er als Schulmeister tätig.
In Mumpf wirkte er zunächst von 1889 bis 1900 als Gesamtschullehrer mit zeitweise 80 Kindern, dies bei einer Jahresbesoldung von 1500 Franken. Nach der Aufteilung dieser grossen Abteilung unterrichtete er bis 1902 die Oberschüler. Dann wechselte er erneut an die Schule Rupperswil. 1921 schliesslich war er wieder an der Unterstufe in Mumpf tätig. 1928 verliess Wunderlin 70-jährig den Schuldienst. Drei Jahre später starb er gemäss Sterberegister der Pfarrei Mumpf an Altersschwäche.
Neben seiner Schultätigkeit engagierte er sich für die Kultur im Dorf Mumpf. So gehörte der Geigenspieler zu den Mitbegründern des Männerchors Mumpf im Jahr 1889 und war während Jahren Dirigent desselben.
Wunderlin empfand eine starke Bindung zu Literatur, Geschichte und eigenem Schreiben. Er redigierte als Redaktor das sonntäglich erscheinende Fremdenblatt für die Kurorte Möhlin-Riburg, Mumpf und Laufenburg und verfasste amüsante, bildende und volksnahe Leitartikel.

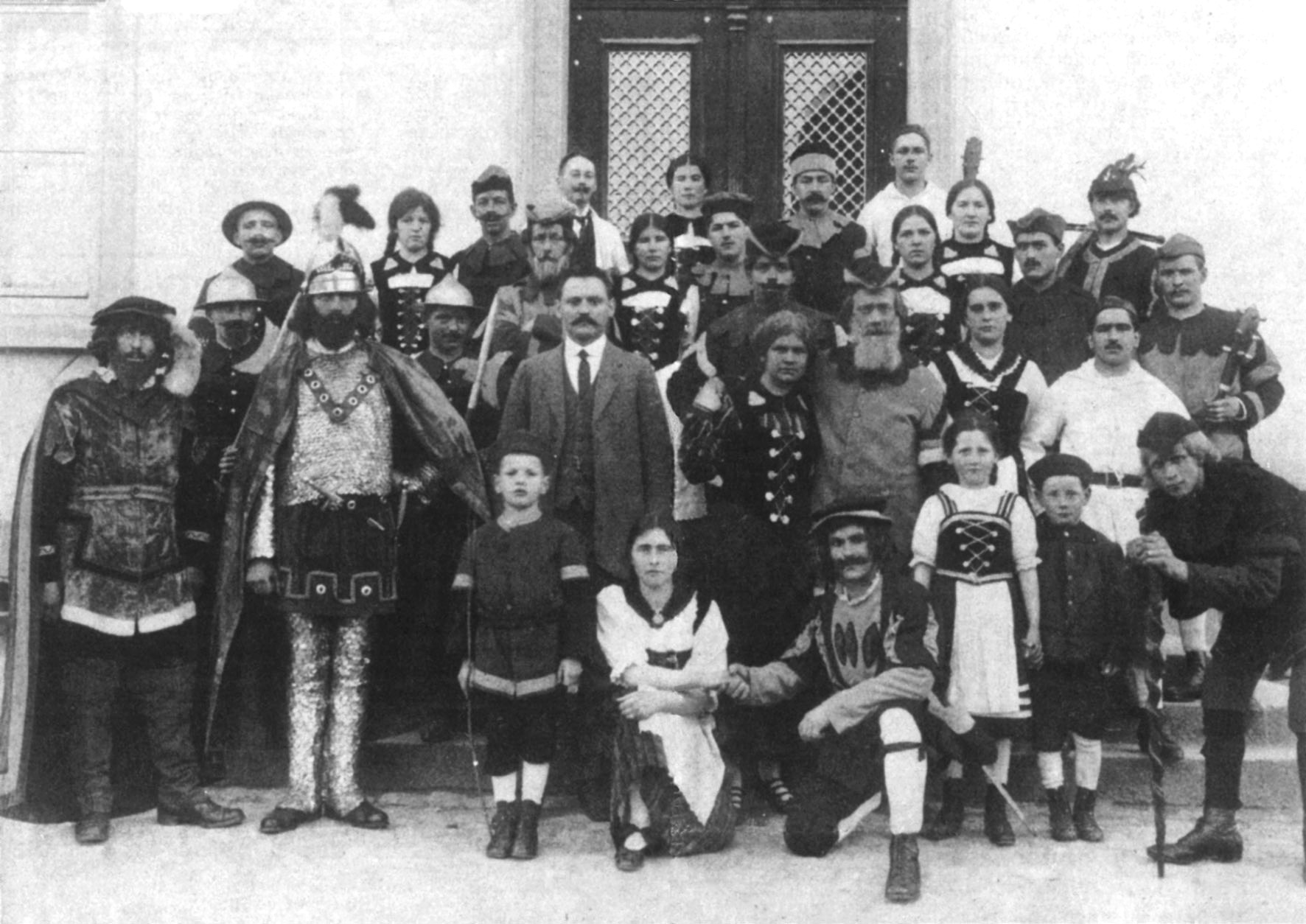
Mitglieder des Dramatischen Vereins Vordemwald AG in historischen Anzügen 1909

## Schriften
In der Schweizerischen Nationalbibliothek in Bern sind alle Werke von Siegfried Wunderlin, die meisten in mehreren Auflagen, nachgewiesen:
- Hemmann von Reinach und Ursula von Homberg. Vaterländisches Schauspiel mit Gesang in fünf Akten, 1906.
- Heinrich an der Halden. Vaterländisches Schauspiel mit Musik in fünf Aufzügen, 1908.
- Landvogt Freitag und Markus Vetsch (Die Befreiung von Werdenberg): Vaterländisches Schauspiel in vier Aufzügen, 1911.
- Die zwei Gesichter der Welt. Volksstück in drei Aufzügen, 1913.
- Aron als Heiratsvermittler. Schwank in ein Aufzug, 1913.
- Dr Höseler. Lustspiel in zwei Bildern. 1914.
- Die Jüdin von Heidelberg. Historisches Schauspiel aus der Zeit der Inquisition, 1924.

Seine Werke vertrieb Wunderlin im Selbstverlag in Rupperswil und im Verlag der Buchdruckerei A. Brändle in Oberentfelden, einige davon in mehreren Auflagen. Sein Stück Heinrich an der Halden wurde vom Zentralverband Schweizer Dramatischer Vereine als einziges von 27 eingereichten Werken zur Aufführung empfohlen.